# Phêrô Doi Tatsuo
Phêrô Doi Tatsuo (ペトロ 土井 辰雄 22 tháng 12 năm 1892 – 21 tháng 2 năm 1970) là một Hồng y người Nhật Bản của Giáo hội Công giáo Rôma. Ông từng đảm nhiệm các chức danh như Tổng giám mục Tổng giáo phận Tokyo trong hơn 30 năm từ năm 1937 đến năm 1970 và Chủ tịch Hội đồng Giám mục Nhật Bản. Ngoài ra, ông còn là một nghị phụ tham dự đầy đủ bốn giai đoạn của Công đồng Vaticanô II và tham dự Mật nghị Hồng y 1963 - chọn ra Giáo hoàng Phaolô VI.

## Tiểu sử
Hồng y Tatsuo Doi sinh ngày 22 tháng 12 năm 1892 tại Sendai, thuộc Nhật Bản. Sau quá trình tu học dài hạn tại các chủng viện, ngày 1 tháng 5 năm 1921, Phó tế Doi đã được tổ chức lễ truyền chức. Vị linh mục 28 tuổi là thành viên của linh mục đoàn Giáo phận Hakodate (sau đối tên thành Giáo phận Sendai).
Với thâm niên 20 năm trong chức vị linh mục, ngày 3 tháng 12 năm 1937, Tòa Thánh loan báo đã tuyển chon linh mục Peter Tatsuo Doi, 45 tuổi, làm Tổng giám mục chính tòa Tổng giáo phận Tokyo, với địa giới ở vùng Tokyo. Nghi lễ tấn phong cho Tổng giám mục Tân cử đã được tổ chức sau đó vào ngày 13 tháng 2 năm 1938. Ba giáo sĩ tham gia chính trong nghi thức tấn phong, trong đó có chủ phong Jean-Baptiste-Alexis Chambon, M.E.P., Tổng giám mục Tổng giáo phận Yokohama; hai vị phụ phong gồm Giám mục Paul Aijirô Yamaguchi, giám mục chính tòa của Giáo phận Nagasaki và giám mục Marie-Joseph Lemieux, O.P., giám mục chính tòa Giáo phận Sendai. Tân giám mục đã chọn cho mình châm ngôn:A solis ortu. Trong khoảng thời gian từ năm 1945 đến năm 1947, Tổng giám mục Doi còn kiêm thêm chức danh Giám quản Tông Tòa Giáo phận Yokohama.
Hơn hai mươi năm đảm nhận chức danh Tổng giám mục Tokyo, ngày 28 tháng 3 năm 1960, với Công nghị Hồng y được Giáo hoàng Gioan XIII cử hành, giáo hoàng đã quyết định thăng tước vị Hồng y cho Tổng giám mục Tatsuo Doi. Tân hồng y được giáo hoàng chọn, với đẳng Hồng y Linh mục và nhà thờ hiệu tòa Sant'Antonio da Padova in Via Merulana. Ba năm sau đó, giáo hoàng Gioan XIII qua đời, các hồng y tổ chức mật nghị hồng y, Hồng y Doi cũng là một thành viên tham dự cuộc họp kín này, chọn ra giáo hoàng kế nhiệm - Giáo hoàng Phaolô VI. Cùng trong khoảng thời gian đó, Hồng y Doi cũng tham dự trọn vẹn cả Công đồng Vaticanô II, với 4 phiên họp khoáng đại trong vai trò nghị phụ.
Ngày 21 tháng 2 năm 1970, ông qua đời, thọ 77 tuổi.
Ngoài các chức danh chính thức từ năm 1958 cho đến khi qua đời, hồng y Doi là người nắm giữ vị trí Chủ tịch Hội đồng Giám mục Nhật Bản.